# Ligne Seibu Shinjuku
Ne doit pas être confondu avec Ligne Shinjuku.
La ligne Seibu Shinjuku (西武新宿線, Seibu-Shinjuku-sen) est l'une des deux lignes ferroviaires principales de la compagnie privée Seibu au Japon. Elle relie la gare de Seibu-Shinjuku à Tokyo à celle de Hon-Kawagoe à Kawagoe dans la préfecture de Saitama. C'est une ligne avec un fort trafic de trains de banlieue.
Sur les cartes, la ligne Seibu Shinjuku est de couleur bleue et les stations sont identifiées par les lettres SS suivies d'un numéro.

## Histoire
La première portion de la ligne a été ouverte le 21 décembre 1894 entre Higashi-Murayama et Hon-Kawagoe par le chemin de fer de Kawagoe (川越鉄道), qui fut intégré à la compagnie Seibu en 1922.

## Caractéristiques

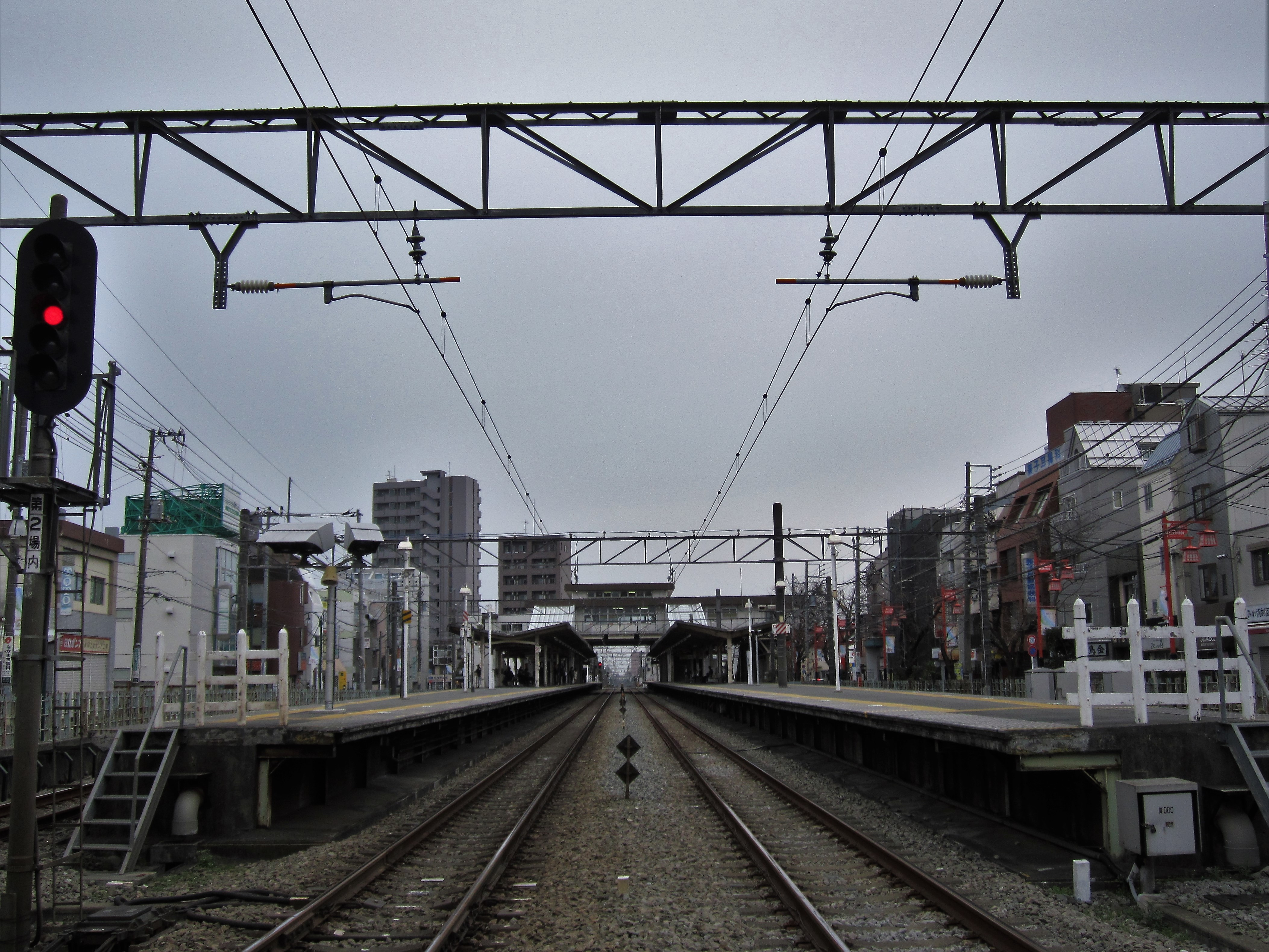
La ligne à Higashi-Fushimi.

### Ligne
- Longueur : 47,5 km
- Écartement : 1 067 mm
- Alimentation : 1 500 Vcc par caténaire
- Nombre de voies : Double voie (sauf une section à voie unique avant le terminus de Hon-Kawagoe)

### Services et interconnexions
La ligne est interconnectée avec la ligne Haijima à Kodaira et la ligne Kokubunji à Higashi-Murayama.

### Tracé
|  |

### Liste des gares
La ligne comporte 29 gares, identifiées de SS01 à SS29.
| Numéro | Gare             | Nom japonais | Distance (km) | Correspondances                                                               | Localisation    | Localisation          |
| ------ | ---------------- | ------------ | ------------- | ----------------------------------------------------------------------------- | --------------- | --------------------- |
| SS01   | Seibu-Shinjuku   | 西武新宿     | 0             | Toei : E Ōedo (à Shinjuku-Nishiguchi) Tokyo Metro : M Marunouchi (à Shinjuku) | Shinjuku        | Tokyo                 |
| SS02   | Takadanobaba     | 高田馬場     | 2,0           | JR East : JY Yamanote Tokyo Metro : T Tōzai                                   | Shinjuku        | Tokyo                 |
| SS03   | Shimo-Ochiai     | 下落合       | 3,2           |                                                                               | Shinjuku        | Tokyo                 |
| SS04   | Nakai            | 中井         | 3,9           | Toei : E Ōedo                                                                 | Shinjuku        | Tokyo                 |
| SS05   | Araiyakushi-mae  | 新井薬師前   | 5,2           |                                                                               | Nakano          | Tokyo                 |
| SS06   | Numabukuro       | 沼袋         | 6,1           |                                                                               | Nakano          | Tokyo                 |
| SS07   | Nōgata           | 野方         | 7,1           |                                                                               | Nakano          | Tokyo                 |
| SS08   | Toritsu-Kasei    | 都立家政     | 8,0           |                                                                               | Nakano          | Tokyo                 |
| SS09   | Saginomiya       | 鷺ノ宮       | 8,5           |                                                                               | Nakano          | Tokyo                 |
| SS10   | Shimo-Igusa      | 下井草       | 9,8           |                                                                               | Suginami        | Tokyo                 |
| SS11   | Iogi             | 井荻         | 10,7          |                                                                               | Suginami        | Tokyo                 |
| SS12   | Kami-Igusa       | 上井草       | 11,7          |                                                                               | Suginami        | Tokyo                 |
| SS13   | Kami-Shakujii    | 上石神井     | 12,8          |                                                                               | Nerima          | Tokyo                 |
| SS14   | Musashi-Seki     | 武蔵関       | 14,1          |                                                                               | Nerima          | Tokyo                 |
| SS15   | Higashi-Fushimi  | 東伏見       | 15,3          |                                                                               | Nishitōkyō      | Tokyo                 |
| SS16   | Seibu-Yagisawa   | 西武柳沢     | 16,3          |                                                                               | Nishitōkyō      | Tokyo                 |
| SS17   | Tanashi          | 田無         | 17,6          |                                                                               | Nishitōkyō      | Tokyo                 |
| SS18   | Hana-Koganei     | 花小金井     | 19,9          |                                                                               | Kodaira         | Tokyo                 |
| SS19   | Kodaira          | 小平         | 22,6          | Seibu : Hajima (interconnexion)                                               | Kodaira         | Tokyo                 |
| SS20   | Kumegawa         | 久米川       | 24,6          |                                                                               | Higashimurayama | Tokyo                 |
| SS21   | Higashi-Murayama | 東村山       | 26,0          | Seibu : Kokubunji (interconnexion), Seibu-en                                  | Higashimurayama | Tokyo                 |
| SS22   | Tokorozawa       | 所沢         | 28,9          | Seibu : Ikebukuro                                                             | Tokorozawa      | Préfecture de Saitama |
| SS23   | Kōkū-kōen        | 航空公園     | 30,5          |                                                                               | Tokorozawa      | Préfecture de Saitama |
| SS24   | Shin-Tokorozawa  | 新所沢       | 31,7          |                                                                               | Tokorozawa      | Préfecture de Saitama |
| SS25   | Iriso            | 入曽         | 35,6          |                                                                               | Sayama          | Préfecture de Saitama |
| SS26   | Sayamashi        | 狭山市       | 38,5          |                                                                               | Sayama          | Préfecture de Saitama |
| SS27   | Shin-Sayama      | 新狭山       | 41,3          |                                                                               | Sayama          | Préfecture de Saitama |
| SS28   | Minami-Ōtsuka    | 南大塚       | 43,9          |                                                                               | Kawagoe         | Préfecture de Saitama |
| SS29   | Hon-Kawagoe      | 本川越       | 47,5          | JR East : Kawagoe (à Kawagoe) Tōbu : Tōjō (à Kawagoeshi et Kawagoe)           | Kawagoe         | Préfecture de Saitama |

## Matériel roulant

### Actuel
La ligne Seibu Shinjuku est parcourue par des trains suivants.

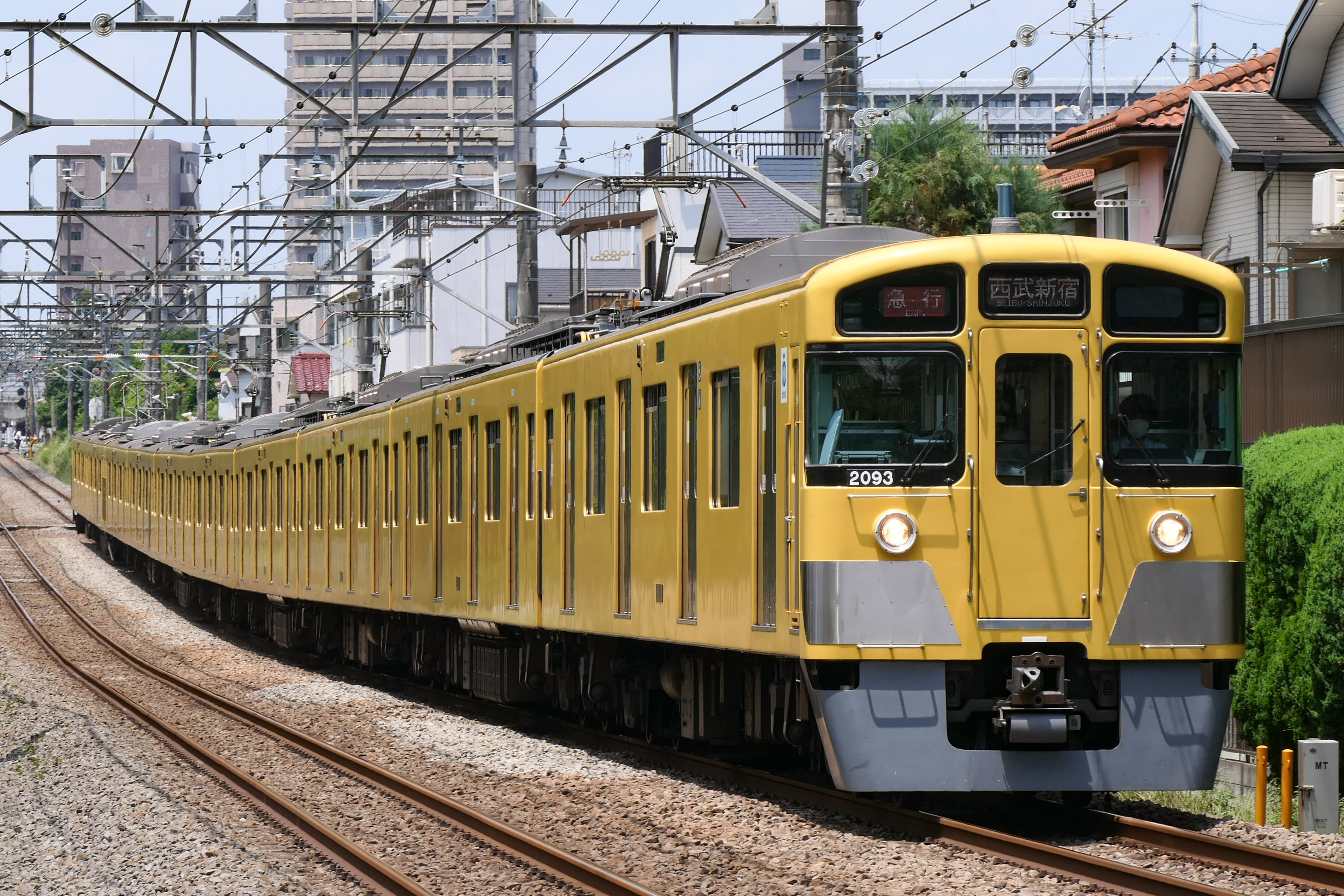
Seibu série 2000
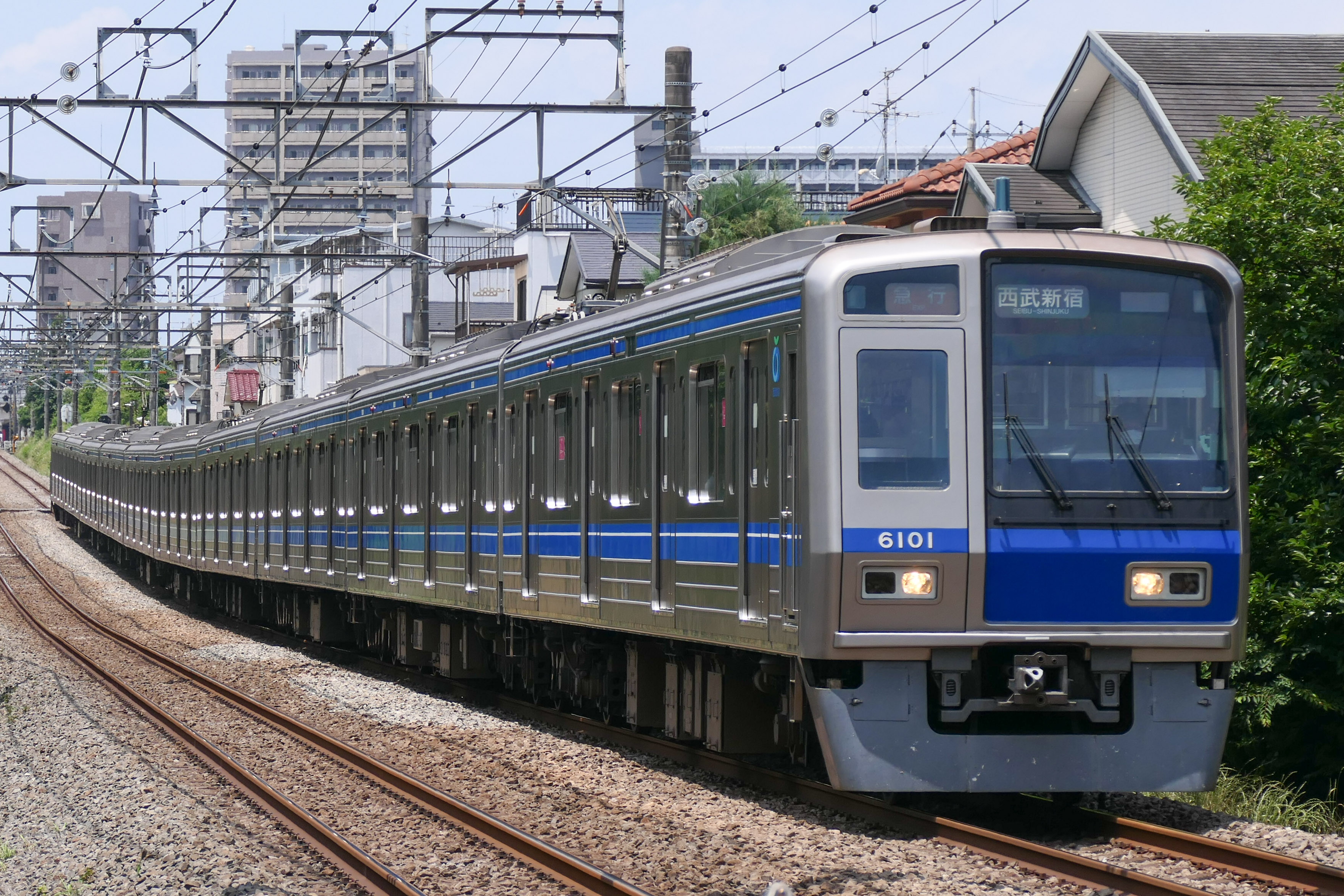
Seibu série 6000
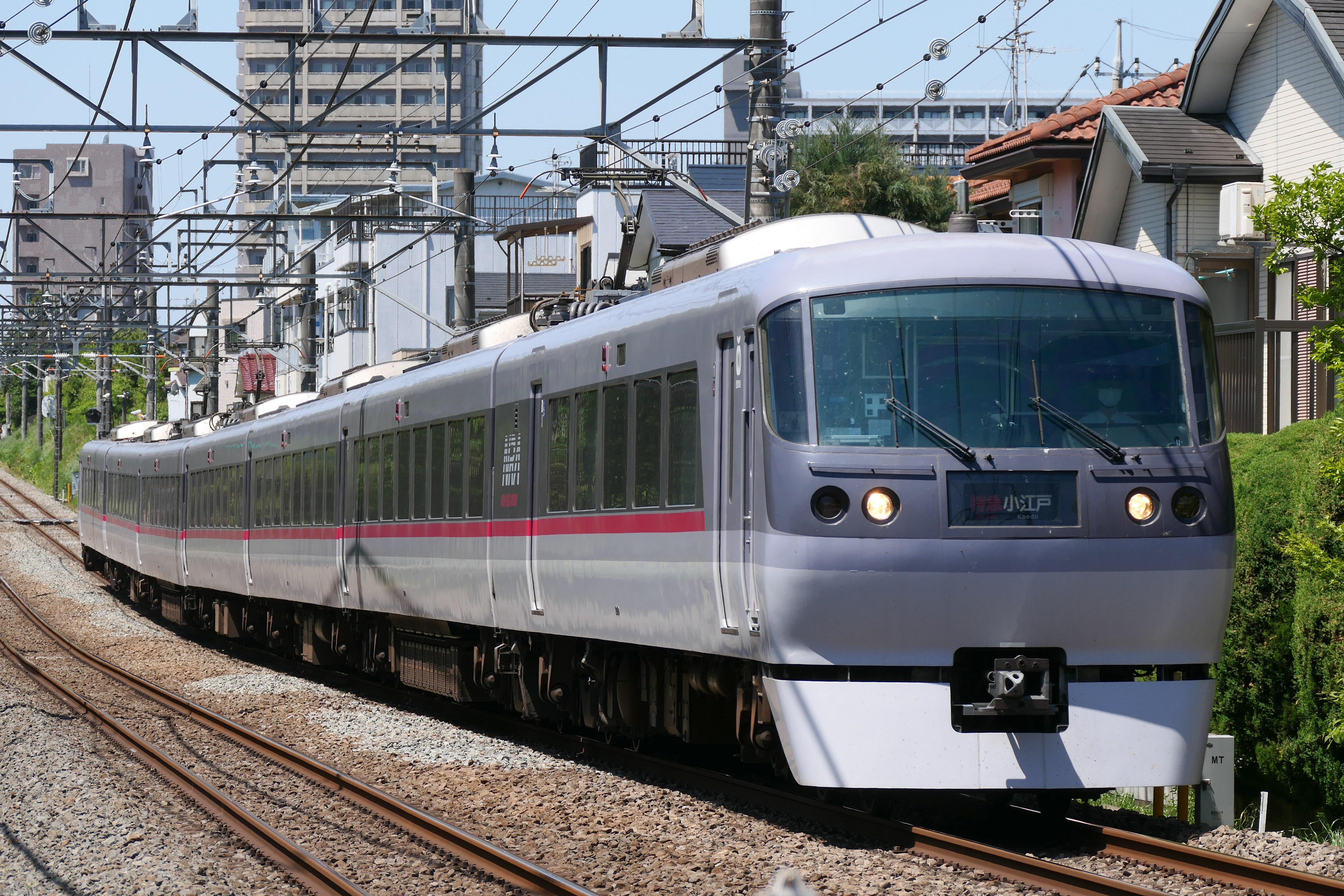
Seibu série 10000
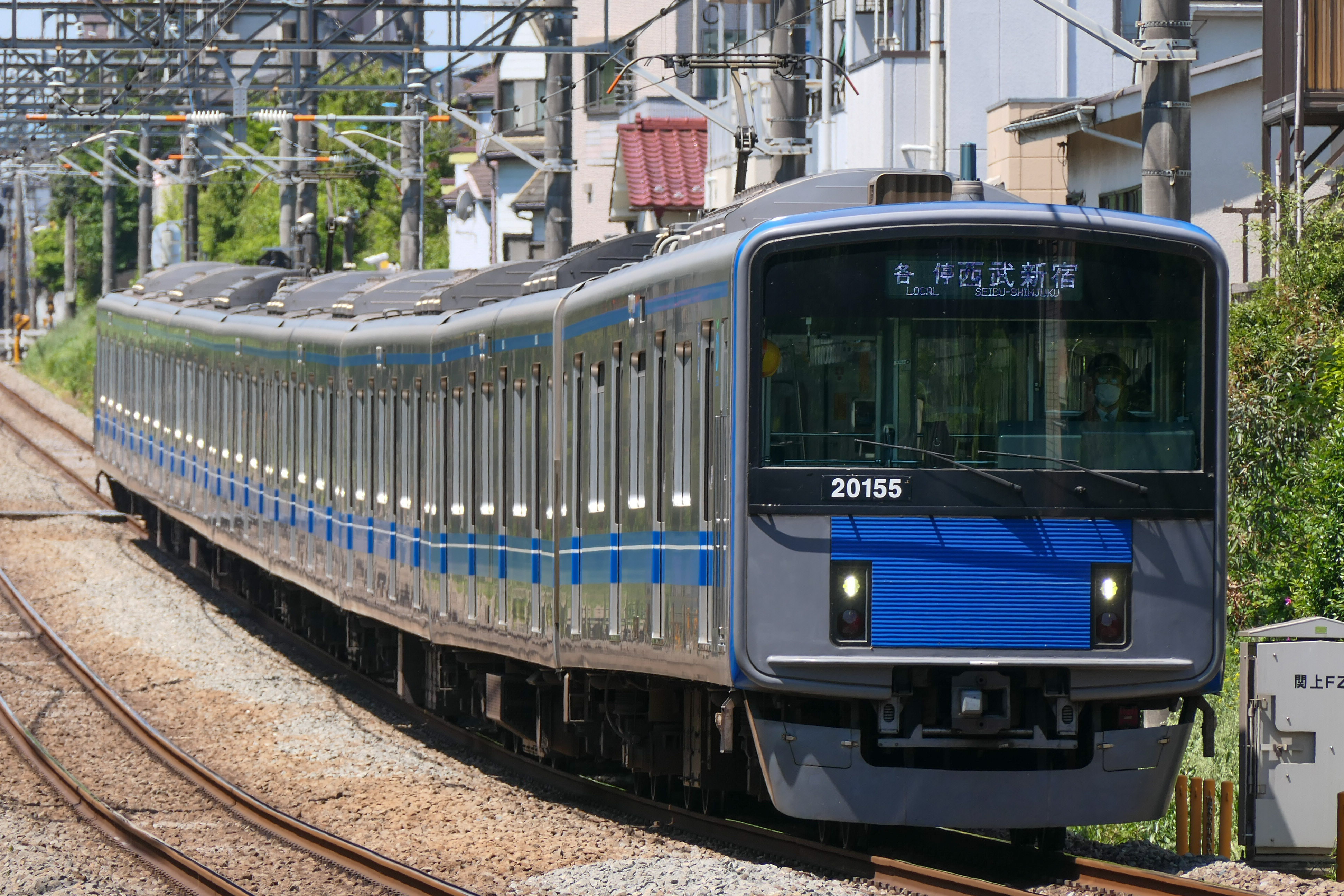
Seibu série 20000
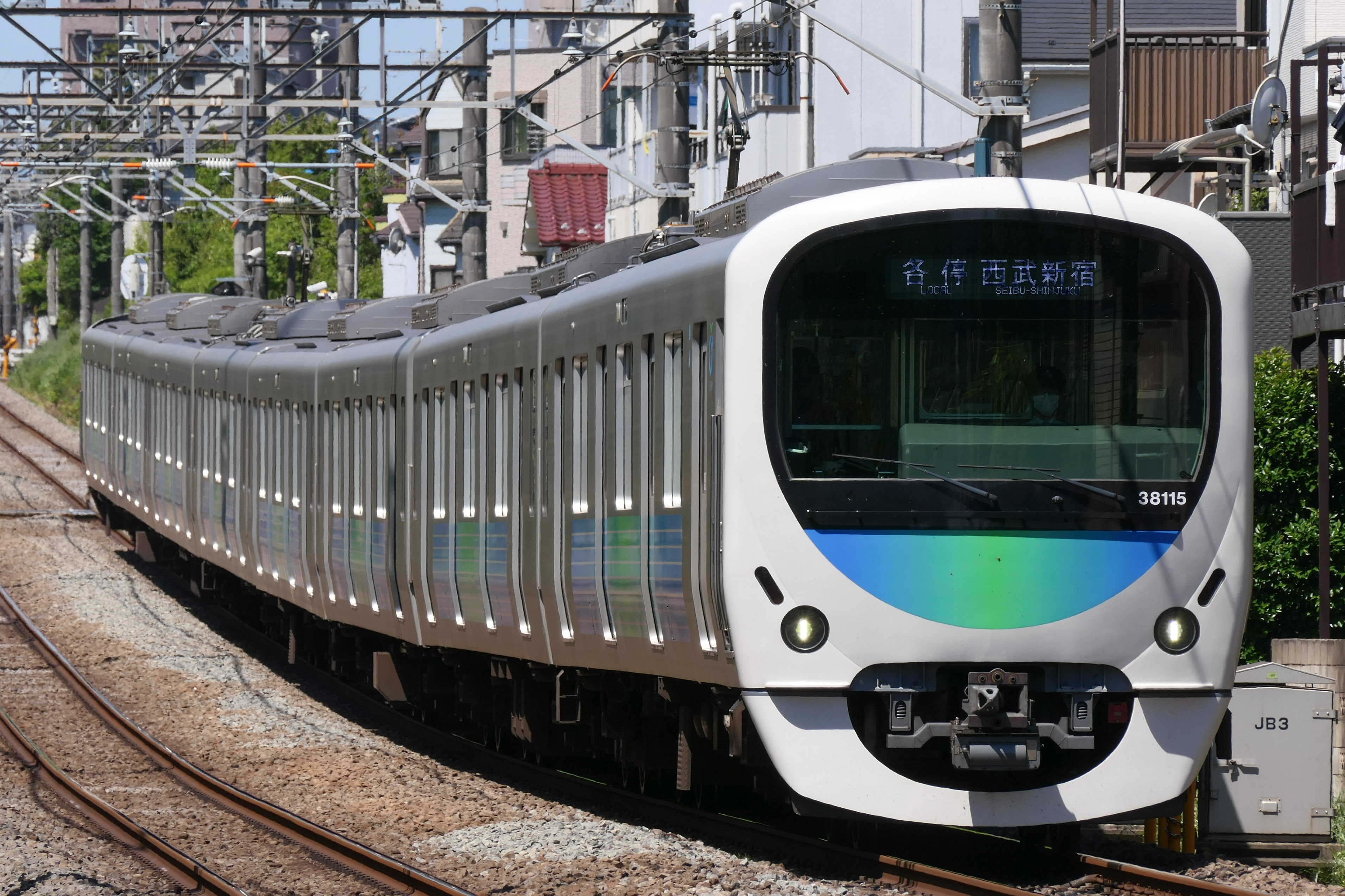
Seibu série 30000
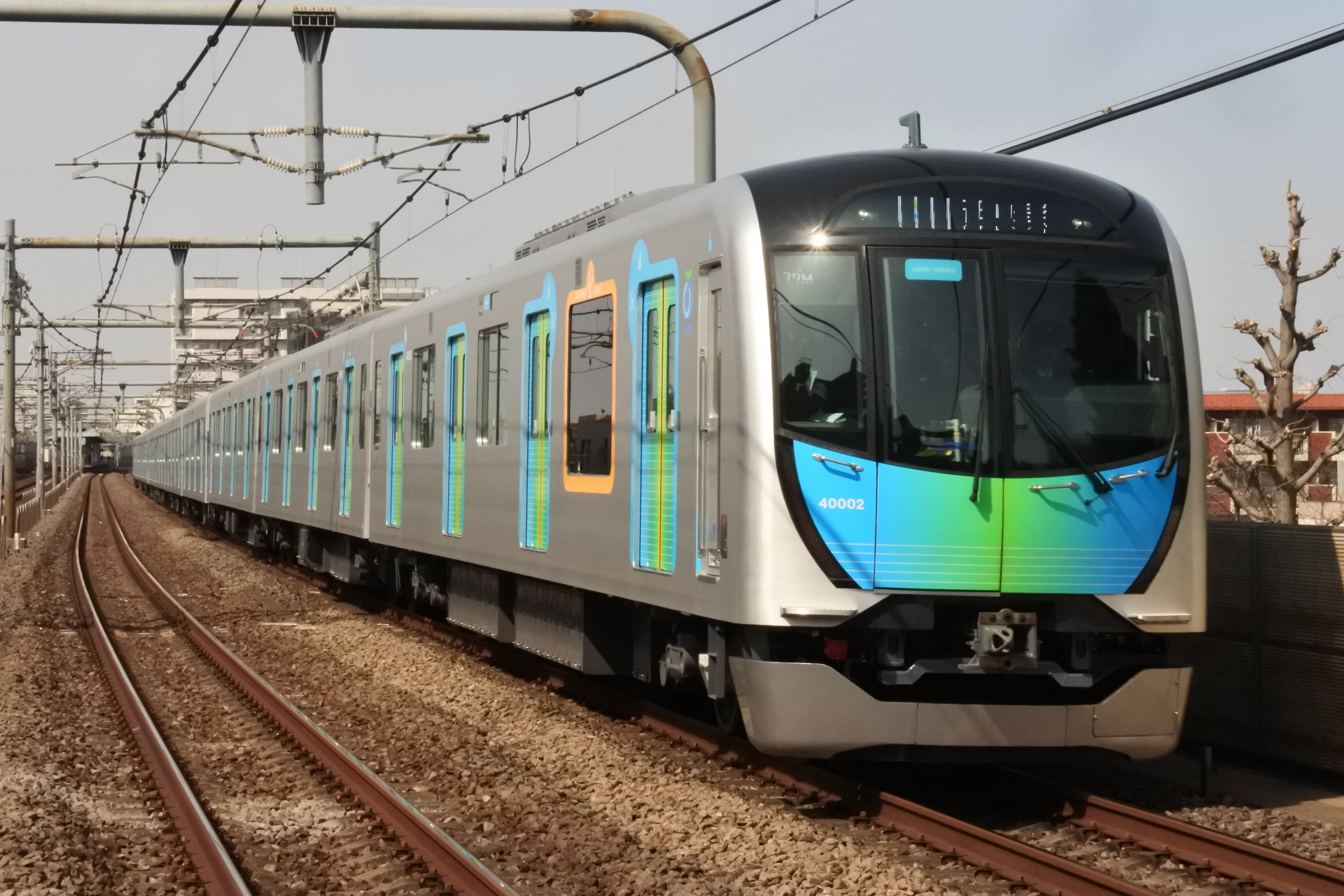
Seibu série 40000

### Ancien

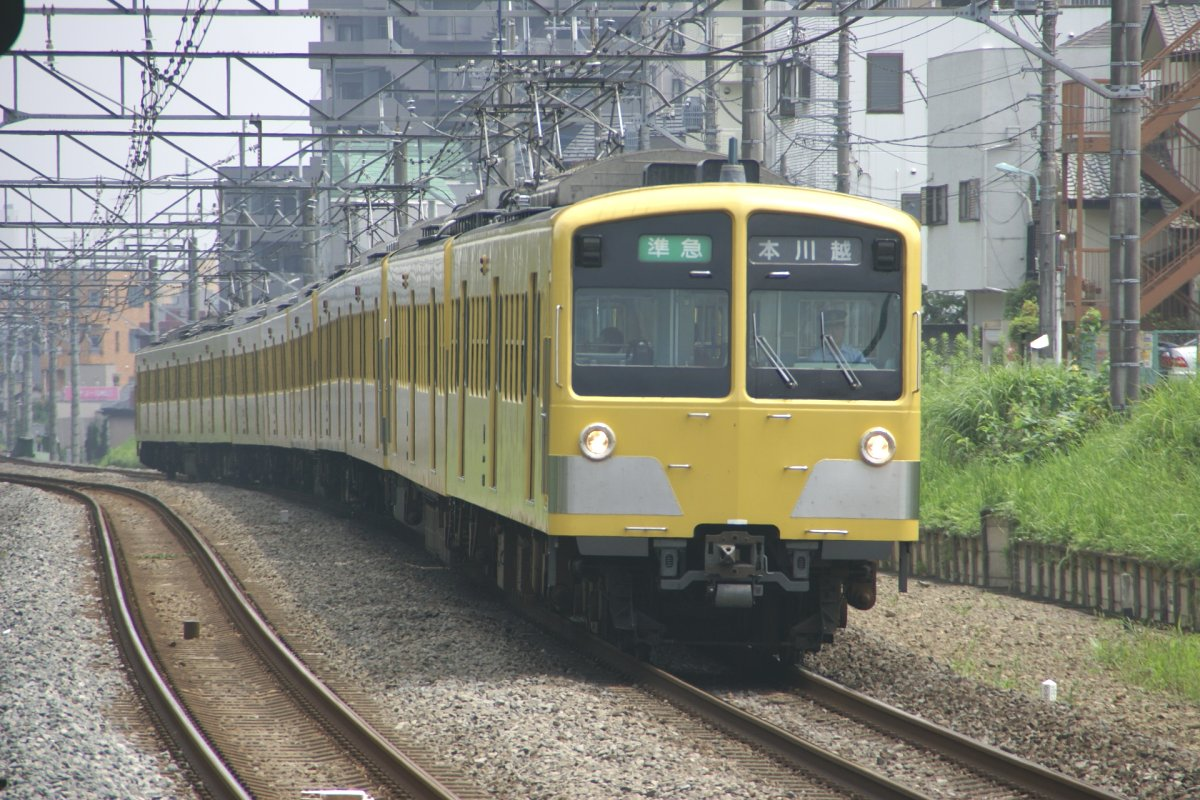
Seibu série 101
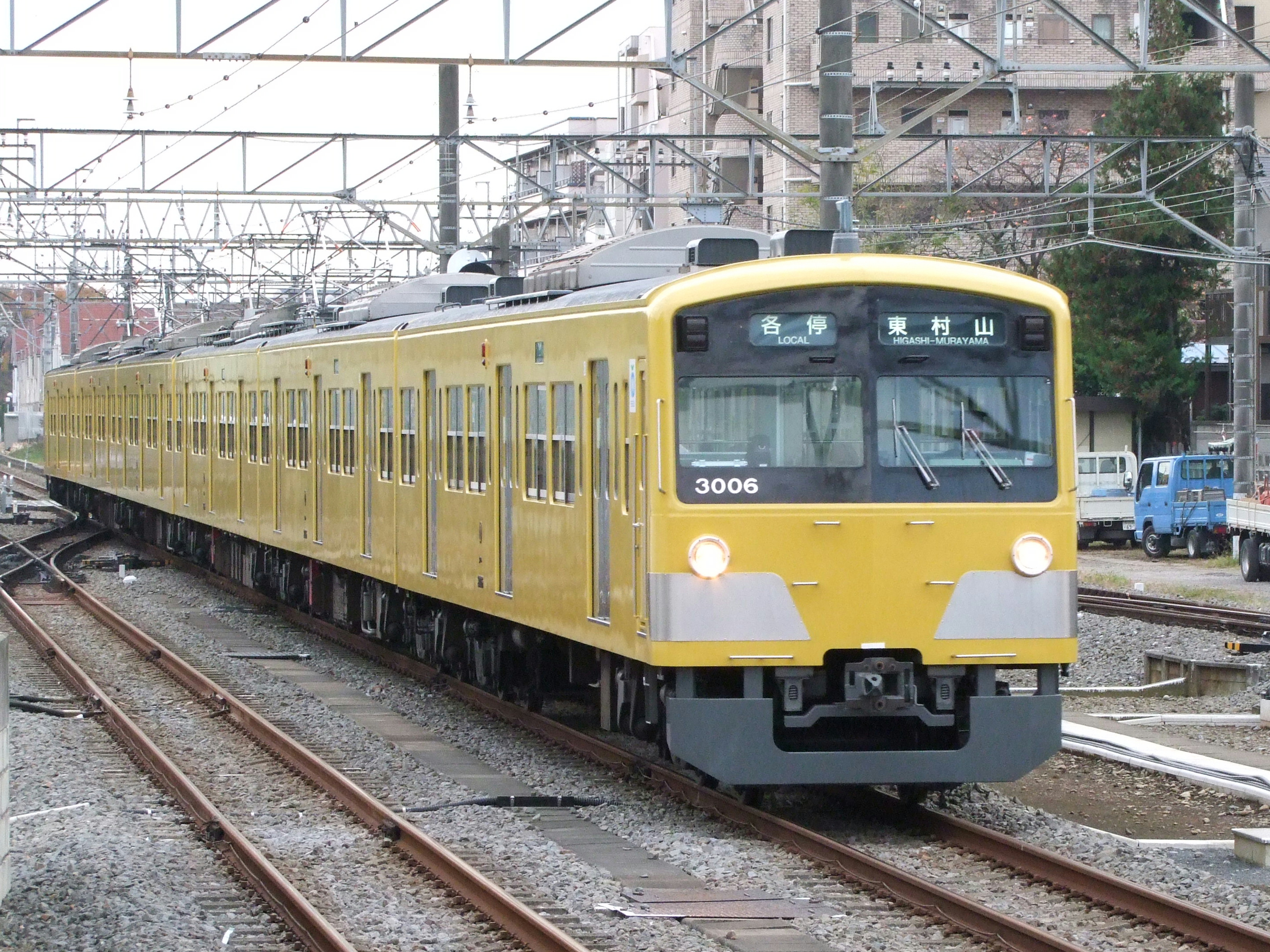
Seibu série 3000